# 胡塔-波蒂伊夫卡
50°41′28″N 28°52′27″E / 50.69111°N 28.87417°E
胡塔-波蒂伊夫卡（烏克蘭語：Гута-Потіївка），是烏克蘭的村落，位於該國北部日托米爾州，由日托米爾區波蒂伊夫卡市镇負責管轄，面積0.91平方公里，海拔高度187米，2001年人口249，人口密度每平方公里273.03人。